# Celleporella pellucida
Celleporella pellucida är en mossdjursart som först beskrevs av William MacGillivray 1879.  Celleporella pellucida ingår i släktet Celleporella och familjen Hippothoidae. Inga underarter finns listade i Catalogue of Life.